# Boob
Boob ist eine Rockband aus Bern rund um den Frontmann Bubi Rufener.

## Geschichte
1999 experimentierte Bubi Rufener (auch bei Sugarbabies und Allschwil Posse) an Trip-Hop- und Elektro-Sounds und fand mit Züri-West-Gitarrist Markus Fehlmann einen interessierten Mitstreiter. Zusammen produzierten die beiden ein komplettes Album, wobei sich bei diesem Projekt von Bubi Rufener musikalisch fast ganz Züri West sowie Carlos Häfliger (Phon Roll) und Mich Gerber beteiligten.
Das Album erhielt von Fachkreisen eine enorme Aufmerksamkeit und Bestnoten, konnte sich aber beim Verkauf und auch live nicht wirklich durchsetzen.
Danach wurde das Projekt, auch wegen neuer Alben von Allschwil Posse und Züri West, wieder auf Eis gelegt.
Zu einem späteren Zeitpunkt arbeiteten Rufener und Fehlmann weiter an einem neuen Album und produzierten ein paar Songs, welche aber bislang nie veröffentlicht wurden, wegen Meinungsverschiedenheiten mit einem potenziellen neuen Plattenlabel. Auf Grund dieser Differenzen liessen die beiden Initianten das Projekt versanden und widmeten sich wieder ihren Hauptprojekten.
Anfang 2006 begann Bubi Rufener erneut Songs zu schreiben und weckte das Interesse jener drei Musiker, welche jetzt fester Bestandteil von Boob sind, und produzierten so als ganze Band diese neuen Songs.
2007 erschien nun, wie das Erstlingswerk, bei Weltrekords das zweite Album The Ono Sessions. Vorab wurde im Dezember 2006 die EP A House Is a House mit vier Songs des kommenden Werkes veröffentlicht, darunter das John-Lennon-Cover Cold Turkey.
Anders als im ersten Album erklingen keine elektronischen Sounds mehr, sondern alternativer Retro-Rock. Auch ist ausser dem Sänger Bubi Rufener kein Bandmitglied mehr dabei vom ersten Longplayer, sondern Sam Mumenthaler, Peter von Siebenthal (beide ex Züri West) und Christoph Kohli (Span). Auch wirkten noch Tom Etter (Züri West), David Gattiker (Stiller Has, Patent Ochsner) sowie Signorino TJ (Duett im Song Sleep) bei den Aufnahmen, welche von Oli Bösch abgemischt wurden, mit. Eine Tournee mit über 30 Konzerten folgte.

## Diskografie
- 1999: Twiggy’s Diet (Single)
- 1999: Boob (Album)
- 2006: A House Is a House (EP)
- 2007: The Ono Sessions (Album)